# Terry Lin
Terry Lin (chinois traditionnel : 林志炫 ; pinyin : Lín Zhixuan), né le 6 juillet 1966 à Keelung, une ville provinciale de République de Chine (Taïwan). C' est un chanteur taïwanais qui a été nommé cinq fois aux Golden Melody Awards (chinois simplifié : 奖) du meilleur artiste masculin en mandarin. Il est connu pour sa voix androgyne claire et élégante, qui utilise différentes résonances pour "combiner" une voix de la tête et celle de fausset. Une technique qui lui permet un passage sans effort dans les hauts aigus tout en maintenant la puissance et le volume avec une certaine légère sur trois octaves. Il est le premier artiste taïwanais qui soit parvenu à enregistrer son album "One Take" et à le chanter directement en Live.

## Carrière

### Les débuts
Il a commencé sa carrière en 1991 en se produisant comme chanteur principal avec sa collègue universitaire Lee Chi. Ils se sont fait appeler "Youke Lilin", en consonance avec le nom de l'instrument hawaïen ukulélé. Dès leurs débuts, le groupe a fait sensation, il fut remarqué du public, tant à Taiwan et qu'à Hong Kong, notamment avec leur album Apologize en 1992. Le groupe a réalisé, par la suite, quatre albums en mandarin, deux en anglais albums et une compilation avant de se séparer en 1996.

### Carrière en solo
Lin se produit seul en 1995 et il signe un contrat avec Sony Music (maintenant Sony à Taiwan). Il sort son premier album solo, One Person, et il publie trois albums solo et une sélection d’albums.
En 1997, il crée sa société de production Hyun Music Co. Ltd. Artiste indépendant, il préconisera le retour à l’essence de la musique en insistant sur l’utilisation de l’enregistrement analogique pour réaliser des albums de qualité musicale  
En 1999, il met une parenthèse à sa carrière durant neuf mois, pour s'occuper de sa mère atteinte d'un cancer qui décédera. Pendant cette période il s'occupera de la maison d'édition de son père,.

### Après l'an 2000
En 2004 Lin Zhixuan a créé sa propre agence, après le lancement de l'album live To the Emotional Happiness. Il se consacre à la promotion du concept "one take", puis il produit successivement les albums Squeaking 2 et One Take pour devenir un pilier de la scène musicale en Chine.
En 2016, il a participé au programme de raisonnement musical à suspense Qui est le dieu des grands chants de Zhejiang Satellite TV et a servi de sixième chanson de la chanson.
En 2013, il a participé à la saison 1 du concours de musique Singer sur Hunan Satellite TV. Il participe de nouveau à la saison 5 en 2017, et lors de la saison 10 en 2025.

## Influences
Bien que Terry Lin parle couramment le « hokkien » taïwanais (語), également connu sous le nom de Taïwan Min-nan (chinois : 臺灣閩南), une variété de chinois hakkien parlé dans environ 70% des populations de Taiwan, son père ne pensait pas que cela lui convenait de s'exprimer dans ce dialecte car il n'a pas le bon accent tonique. Aussi Terry a repris des chansons des artistes connus Steel Heart, Céline Dion, Queen, Air Supply, Vitas, Simon & Garfunkel, Ardian Rrusta. Il a cité Air Supply comme l'une de ses plus grandes influences.

## Philanthropie
Terry Lin est président de la fondation Taiwan Cancer Hope Fund depuis le décès de sa mère, en 2001. Il a reçu le prix du meilleur philanthrope HKMT (Hong Kong, Macao et Taiwan) en 2013.

## Je suis un chanteur
(novembre 2019).
Terry Lin a participé en février 2013 à Singer, Je suis un chanteur, organisé par Hunan Satellite TV
| I Am a Singer Season 1 Terry Lin's performance list |                   |                                               |                              |                              |                              |                                                                         |
| Episode                                             | Date de diffusion | Titre de la chanson Title                     | Chanteur                     | Rang                         | Pourcentages des Votes       | Remarques                                                               |
| 5 (3e round de qualification)                       | February 15, 2013 | "I Surrender" (Mandarin)                      | Terry Lin                    | 1                            | 21.86%                       | —                                                                       |
| 6 (élimination du 3e round)                         | February 22, 2013 | "Fade Away" (Mandarin)                        | Jay Chou                     | 3                            | 14.62%                       | 2e place au classement général                                          |
| 7 (4e round de qualification)                       | March 1, 2013     | "Opera"                                       | Vitas                        | 2                            | 18.14%                       | —                                                                       |
| 8 (élimination du 4e round)                         | March 8, 2013     | "你的眼神" (Mandarin)                         | Tsai Chin                    | 1                            | 27.25%                       | 2e place au classement général                                          |
| 9 (5e round de qualification)                       | March 15, 2013    | "Making Love Out of Nothing At All" (English) | Air Supply                   | 1                            | 27.15%                       |                                                                         |
| 10 (élimination du 5e round)                        | March 22, 2013    | "夜夜夜夜" (Mandarin)                         | Chyi Chin                    | 3                            | 19.57%                       | 5e place au classement général                                          |
| 11 (round de repêchage)                             | March 29, 2013    | Pas de session cette semaine                  | Pas de session cette semaine | Pas de session cette semaine | Pas de session cette semaine | Pas de session cette semaine                                            |
| 12 (demi-finale)                                    | April 5, 2013     | "斷了線" (Mandarin) "Go Home" (Mandarin)      | Mindy Quah Shunza            | 2                            | 17.44%                       | —                                                                       |
| 13 (grande finale, round 1)                         | April 12, 2013    | "Easy Lover" (English)                        | Phil Collins Philip Bailey   | 2                            | 15.60%                       | Chanteur de remplacement Jam Hsiao                                      |
| 13 (grande finale, round 2)                         | April 12, 2013    | "浮誇" (Mandarin)                             | Terry Lin                    | 2                            | 36.47%                       | 2e place au classement général(and runner-up of I Am a Singer Season 1) |